# ديوغو جوتا
ديوغو جوزيه تيكسييرا دا سيلفا (بالبرتغالية: Diogo José Teixeira da Silva) (4 ديسمبر 1996 – 3 يوليو 2025) المعروف باسم ديوغو جوتا (تلفظ برتغالي: /ˈʒɔtɐ/). لاعب كرة قدم برتغالي سابق لعب كمهاجم بالإضافة إلى مركز الجناح مع نادي ليفربول في الدوري الإنجليزي الممتاز والمنتخب البرتغالي.
بدأ مسيرته الكروية مع باسوج دي فيريرا، قبل أن يوقِّع مع أتلتيكو مدريد الإسباني في 2016. وبعد موسمين في الدوري البرتغالي الممتاز أُعِير على التوالي إلى بورتو في 2016 ثم إلى نادي وولفرهامبتون واندررز في دوري الدرجة الأولى الإنجليزي عام 2017. وبعد أن ساعد الفريق على الصعود إلى الدوري الإنجليزي الممتاز، انضم إليه بشكل نهائي في 2018 مقابل مبلغ قُدر بـ14 مليون يورو، وشارك معه في 131 مباراة سجل خلالها 44 هدفًا.
وفي عام 2020، انتقل جوتا إلى نادي ليفربول مقابل رسوم قُدرت بـ41 مليون جنيه إسترليني. وخلال خمسة مواسم مع الفريق، خاض 182 مباراة وسجل 65 هدفًا، وساهم في تتويج ليفربول بلقب الدوري الإنجليزي الممتاز لموسم 2024–2025، إلى جانب كأس الاتحاد الإنجليزي وكأس الرابطة الإنجليزية مرتين.
على صعيد المنتخبات، مثّل جوتا البرتغال في مختلف الفئات السنية، لعب مع منتخب البرتغال تحت 19 سنة وتحت 21 سنة وتحت 23 سنة. وشارك لأول مرة مع المنتخب الأول في نوفمبر 2019، واختير ضمن تشكيلة المنتخب في كأس العالم 2022، وبطولتي أمم أوروبا 2020 و2024. كما تُوِّج مع المنتخب بلقب دوري الأمم الأوروبية في نسختي 2019 و2025.
في 3 يوليو 2025، لقي ديوغو جوتا وشقيقه أندريه سيلفا مصرعهما في حادث سير مروّع وقع في منطقة سيرناديا بإسبانيا، إثر انحراف مركبتهما عن الطريق في حادث منفرد. وأسفر الحادث عن وفاتهما في موقع الحادث على الفور، بحسب ما أكدته السلطات المحلية. وقد خلّف جوتا وراءه زوجته وثلاثة أطفال، في فاجعة هزّت الوسط الرياضي والجماهير حول العالم.

## مسيرته الكروية

### باسوج دي فيريرا
ولد جوتا في 4 ديسمبر 1996 في أبرشية ماساريلوش، بمدينة بورتو البرتغالية، ونشأ في غوندامار، وهي أيضًا ضمن منطقة بورتو الحضرية. لعب لنادي غوندامار المحلي بين سن التاسعة والسابعة عشرة، وفي عام 2022، سُمِّيت الأكاديمية باسمه.
بعد أن رُفض من أندية أكبر بسبب قامته الصغيرة، وقع جوتا مع الفئات السنية لنادي باسوج دي فيريرا في عام 2013، قادمًا من نادي غوندومار. تمت ترقيته إلى الفريق الأول في بداية موسم 2014–15، وشارك لأول مرة مع الفريق في 19 أكتوبر 2014، حيث شارك أساسيًا وانتهب بالفوز 4–0 على أرضه ضد أتلتيكو دي ريغوينغوش ضمن كأس البرتغال. خلال ذلك الموسم، غاب عن التدريبات لمدة شهر بعد تشخيص إصابته بحالة في القلب.
شارك جوتا لأول مرة في الدوري البرتغالي الممتاز في 20 فبراير 2015، عندما دخل بديلًا في الدقائق الأخيرة لديوجو روسادو في مباراة التعادل 2–2 على أرضه ضد فيتوريا دي غيماريش. سجل أول أهدافه في المسابقة في 17 مايو، حيث سجل ثنائية في فوز 3–2 على أرضه ضد أكاديميكا كويمبرا، ليصبح أصغر لاعب في تاريخ النادي يسجل في الدرجة الأولى.
في 30 مايو 2015، وقع جوتا عقدًا جديدًا لمدة خمس سنوات مع باسوج، يبقيه مع النادي حتى عام 2020. في المباراة الأولى للموسم، فاز 1–0 على أكاديميكا على ملعب دا ماتا ريال في 17 أغسطس، وطُرِد في نهاية المباراة لدفعه هوغو سيكو. كما طُرِد ريكاردو ناسيمنتو أيضًا لرده فعله الانتقامية دفاعًا عن زميله في الفريق. خلال الموسم، صرّح المدرب جورجي سيمو أن جوتا سيكون خليفة كريستيانو رونالدو، وهو تشبيه أدهش اللاعب الشاب.
بشكل غير معتاد بالنسبة للاعب في الفريق الأول، كان جوتا يعيش في سكن تابع للنادي أثناء لعبه مع باسوج دي فيريرا. وكان هذا الترتيب السكني لتجنب الملهيات أثناء تعلمه اللغات الأجنبية، تحضيرًا لاحتمال انتقاله إلى الخارج.

### أتلتيكو مدريد
في 14 مارس 2016، وافق جوتا على عقد مدته خمس سنوات مع أتلتيكو مدريد اعتبارًا من 1 يوليو. ومع ذلك، أُعير بسرعة في 26 أغسطس إلى نادي بورتو البرتغالي لمدة عام واحد. في 1 أكتوبر سجل هاتريك في الشوط الأول في الفوز 4–0 خارج الأرض أمام ناسيونال ماديرا. كما شارك في دوري أبطال أوروبا لموسم 2016–17، وسجّل هدفه الأول في البطولة في 7 ديسمبر خلال فوز فريقه 5–0 على ليستر سيتي على أرضه.

### وولفرهامبتون واندررز
في 25 يوليو 2017، انتقل جوتا إلى نادي وولفرهامبتون واندررز الذي يلعب في دوري البطولة الإنجليزية على سبيل الإعارة لمدة موسم. سجل هدفه الأول في 15 أغسطس، في الفوز 3–2 خارج أرضه على هال سيتي.
في 30 يناير 2018، أُعلن أنه تم الاتفاق على صفقة انتقال دائمة مع جوتا بقيمة 14 مليون يورو، لتصبح سارية المفعول في 1 يوليو. سجل 17 هدفًا في عامه الأول.
شارك جوتا لأول مرة في الدوري الإنجليزي الممتاز في 11 أغسطس 2018، حيث لعب 90 دقيقة كاملة في التعادل 2–2 على أرضه ضد إيفرتون. سجل هدفه الأول في المسابقة في 5 ديسمبر، وساعد المضيفين على العودة من الخلف للفوز على تشيلسي 2–1. جاء هدفه الثاني بعد أربعة أيام، في الفوز على نيوكاسل يونايتد بنفس النتيجة.
في 19 يناير 2019، سجل جوتا هاتريك في الهزيمة 4–3 على أرضه أمام ليستر سيتي – ثانية هاتريك يسجله في مسيرته الكروية. بعد هذا الهاتريك، أصبح ثاني لاعب برتغالي يحقق هذا الإنجاز في الدوري الإنجليزي الممتاز بعد كريستيانو رونالدو قبل 11 سنة. وكان هذا هو أول هاتريك للنادي في المسابقة والأول للنادي في دوريات كرة القدم الإنجليزية منذ يوحنا ريتشاردز، ضد نفس الخصم، في دوري كرة القدم الإنجليزي في أكتوبر 1977.
في 25 يوليو 2019، سجل جوتا في الفوز 2–0 على كروسيدرز في الجولة التأهيلية الثانية للدوري الأوروبي، وهو أول هدف أوروبي لوولفرهامبتون منذ أكتوبر 1980، وفي الجولة التالية في 15 أغسطس، سجل هدفًا ليحقيق الفوز 4–0 (8–0 في مجموع المباراتين) على بيونيك يريفان.
في المباراة الأخيرة في مرحلة المجموعات في الدوري الأوروبي على أرضه أمام بشكتاش في 12 ديسمبر 2019، دخل جوتا بديلًا عن مواطنه روبن نيفيز في الدقيقة 56 وكانت النتيجة تعادل سلبي، وسجل بعد 72 ثانية وأكملها بهاتريك في غضون اثني عشر دقيقة ليفوز وولفرهامبتون 4–0 في النهاية. في 20 فبراير التالي، سجل هاتريك آخر في فوز بنفس النتيجة على إسبانيول في ذهاب دور الـ32 الأخير من البطولة.

### ليفربول

#### 2020–21: أول موسم والتأقلم مع الأجواء
في 19 سبتمبر 2020، انضم جوتا إلى نادي ليفربول في صفقة طويلة الأمد، كلفت الصفقة النادي 41 مليون جنيه إسترليني، ويمكن أن ترتفع إلى 45 مليون جنيه إسترليني مع الإضافات المحتملة. ظهر لأول مرة مع ليفربول في مباراة ب‍كأس رابطة الأندية الإنجليزية المحترفة، حيث جاء كبديل في الشوط الثاني في الفوز 7–2 أمام نادي لينكولن سيتي. في 28 سبتمبر، سجل في أول مباراة له في الدوري الإنجليزي الممتاز مع النادي، وكان الهدف الثالث في الفوز 3–1 على نادي أرسنال على ملعب أنفيلد. في 25 أكتوبر، سجل هدف الفوز في مباراة انتهت بنتيجة 2–1 أمام شيفيلد يونايتد على ملعب أنفيلد. بعد ثلاثة أيام، سجل جوتا الهدف رقم 10000 لليفربول في تاريخه عندما سجل الهدف الأول ضد نادي ميتييلاند في مرحلة المجموعات من دوري أبطال أوروبا، وفي يوم 3 نوفمبر، سجل هاتريك في 3 نوفمبر في الفوز 5–0 على أتالانتا في نفس السنة من دوري الأبطال. وبذلك، أصبح أول لاعب منذ روبي فاولر في عام 1993 يسجل 7 أهداف في أول 10 مباريات له مع ليفربول. في 22 نوفمبر، سجل جوتا الهدف الثاني في الفوز 3–0 على ليستر سيتي، ليصبح أول لاعب من ليفربول يسجل في كل من مبارياته الأربع الأولى على أرضه في الدوري الإنجليزي الممتاز. نتيجة لأدائه في أكتوبر، حصل جوتا على جائزة أفضل لاعب في ليفربول من اختيار مشجعين النادي. في 9 ديسمبر، تعرض جوتا لإصابة في ساقه خلال مباراة خلال دوري أبطال أوروبا ضد ميتييلاند، مما أدى إلى ابتعاده عن الملاعب لمدة ثلاثة أشهر.
أنهى جوتا موسمه الأول مع النادي بتسعة أهداف في الدوري، بما في ذلك هدفه بالكعب خلفي والذي سجله في الفوز 4–2 على مانشستر يونايتد وذلك على ملعب أولد ترافورد، وساعد ليفربول على الوصول إلى المركز الثالث بالدوري وبالتالي التأهل إلى دوري أبطال أوروبا للعام المقبل.

#### 2021–22: الثنائية المحلية والنهائي الأوروبي

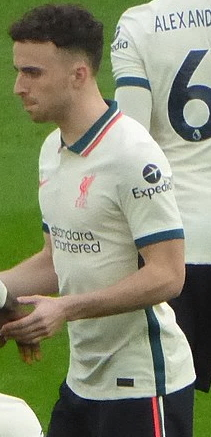
جوتا يلعب مع نادي ليفربول عام 2021

في 14 أغسطس 2021، سجل جوتا هدف ليفربول الأول وذلك في أول مباراة للفريق من الدوري الإنجليزي الممتاز 2021–22 في الفوز 3–0 خارج أرضه ضد نورويتش سيتي الصاعد للدوري الممتاز حديثًا. في 24 أكتوبر، سجل هدفًا في الفوز الساحق بنتيجة 5–0 في ديربي شمال غرب إنجلترا أمام مانشستر يونايتد خارج الديار على ملعب أولد ترافورد. في 3 نوفمبر، افتتح التسجيل في الفوز 2–0 على أرضه في مباراة ب‍دوري أبطال أوروبا أمام ناديه السابق أتلتيكو مدريد لضمان تأهل ليفربول إلى دور الـ16، كمتصدرين لمجموعتهم. في 20 نوفمبر، سجل جوتا في الفوز 4–0 على أرضه أمام نادي أرسنال، وبعد أسبوع، سجل ثنائية أمام نادي ساوثهامبتون في مباراة انتهت بنفس النتيجة. في 1 ديسمبر، سجل هدف ليفربول الرابع في الفوز 4–1 على منافسه المحلي نادي إيفرتون في ديربي الميرسيسايد وذلك خارج الديار على ملعب غوديسون بارك، حيث أصبح ليفربول أول فريق في تاريخ الدوري الإنجليزي الممتاز يسجل هدفين على الأقل في ثمانية عشر مباراة متتالية في جميع المسابقات. عن أدائه في شهر نوفمبر، حصل على جائزة لاعب الشهر بتصويت الجماهير والمقدمة من رابطة اللاعبين المحترفين. في 16 ديسمبر، سجل جوتا الهدف الأول لليفربول في الفوز 3–1 على أرضه أمام نيوكاسل يونايتد، بعد هذه المباراة حقق ليفربول 2000 فوز بالدوري الإنجليزي بالدرجات الممتازة.
في 20 يناير 2022، في مباراة الإياب من الدور نصف النهائي من كأس رابطة الأندية الإنجليزية المحترفة، سجل جوتا الهدفين في الفوز 2–0 خارج أرضه على نادي أرسنال لضمان تأهل ليفربول إلى النهائي. في 27 فبراير، بعد التعادل السلبي أمام تشيلسي حتى بعد الوقت الإضافي، سجل ركلة جزاء أثناء لعب ضربات الترجيح لمساعدة ليفربول على الفوز بكأس الرابطة لأول مرة منذ 2012.
في 14 مايو 2022، في نهائي كأس الاتحاد الإنجليزي 2022، جاء جوتا بديلًا للاعب محمد صلاح بسبب الإصابة بعد 33 دقيقة من عمر المباراة. فاز ليفربول بالنهائي بعد اللجوء إلى ركلات الترجيح، وسجل جوتا ركلة الجزاء الخاصة به.

#### 2022–23: تمديد العقد والإصابات المتكررة
عانى جوتا من إصابة في أوتار الركبة في فترة ما قبل الموسم مما جعله يغيب عن بداية الموسم. في 2 أغسطس 2022، وقع جوتا صفقة جديدة طويلة الأمد مع النادي. عاد من الإصابة في 3 سبتمبر، ليحل محل داروين نونيز في الدقيقة 80 من التعادل 0–0 ضد نادي إيفرتون في ديربي الميرسيسايد. في 12 أكتوبر، خرج جوتا من مقاعد البدلاء في مباراة ب‍دوري أبطال أوروبا 2022–23 خارج أرضه أمام نادي رينجرز، قبل أن يقدم ثلاث تمريرات حاسمة في مباراة واحدة لأول مرة في مسيرته إلى محمد صلاح، الذي سجل أسرع هاتريك في تاريخ دوري أبطال أوروبا وذلك في ست دقائق واثنتي عشرة ثانية وانتهت المباراة بنتيجة 7–1. في 16 أكتوبر، تعرض لإصابة في خلف الركبة خلال مباراة الفوز 1–0 على أرضه أمام مانشستر سيتي، والتي أدت إلى ابتعاده عن المشاركة في كأس العالم 2022. عاد من الإصابة في 13 فبراير، حيث دخل بديلًا لزميله داروين نونيز في الدقيقة 70 خلال الفوز 2–0 على إيفرتون.
وبعد غياب عن التسجيل منذ 10 أبريل 2022، عاد جوتا إلى التسجيل في 17 أبريل 2023، مسجلًا هدفين في فوز ليفربول 6–1 خارج أرضه على ليدز يونايتد. في 30 أبريل، وبعد أن استقبل ليفربول هدف التعادل في اللحظات الأخيرة رغم تقدمه بثلاثة أهداف، سجّل جوتا هدف الفوز الدراماتيكي في الوقت بدل الضائع، ليقود فريقه للفوز 4–3 على توتنهام هوتسبير، وهو ما جعله يُرشح لجائزة لاعب الشهر في الدوري الإنجليزي الممتاز. بعد نهاية الموسم، أخفق ليفربول بفارق ضئيل في التأهل إلى دوري أبطال أوروبا.

#### 2023–24: الفوز بكأس الرابطة
بعد موسم مليء بالإصابات، افتتح جوتا الموسم الجديد في 19 أغسطس بتسجيله الهدف الأخير في فوز ليفربول 3–1 على بورنموث. في 30 سبتمبر، طُرد جوتا بعد 24 دقيقة فقط من دخوله كبديل أمام توتنهام تاركًا فريقه بتسعة لاعبين. وُجهت إليه انتقادات من بعض المحللين؛ إذ صرّح ستيفن وارنوك أنه «كان سيئًا منذ دخوله بين الشوطين، ولم يكن في نسق المباراة على الإطلاق» بينما أيّد غاري نيفيل قرار الطرد، معتبرًا تصرف جوتا «تصرفًا غبيًا.» في 5 أكتوبر، سجّل هدفه الأول في الدوري الأوروبي 2023–24 مختتمًا الفوز 2–0 على روايال أونيون سان جيلواز في مباراة دور المجموعات.
في يناير 2024، ومع غياب محمد صلاح للمشاركة في كأس الأمم الأفريقية 2023 ثم إصابته لاحقًا، لعب جوتا دورًا محوريًا في غيابه مشكلًا شراكة ناجحة مع داروين نونيز، حيث سجل خمسة أهداف وصنع هدفين آخرين في انتصارات ليفربول على بيرنلي، نيوكاسل يونايتد، بورنموث وتشيلسي، مما منحه جائزة لاعب الشهر في الدوري الإنجليزي الممتاز لشهر يناير. في 17 فبراير، تعرّض لإصابة في الركبة خلال فوز ليفربول 4–1 خارج أرضه على برينتفورد مما أبعده عن الملاعب لمدة شهرين. عاد من الإصابة في خسارة ليفربول 3–0 على أرضه أمام أتالانتا في ذهاب ربع نهائي الدوري الأوروبي. بعد فترة قصيرة، تعرّض جوتا لانتكاسة جديدة بإصابة أخرى ضد فولهام في 21 أبريل، ما أدى إلى غيابه عن بقية مباريات ليفربول في موسم 2023–24.

#### 2024–25: لقب الدوري الإنجليزي الممتاز
في 17 أغسطس، سجّل جوتا أول أهداف ليفربول في عهد أرني سلوت، في الفوز 2–0 خارج الأرض أمام إيبسويتش تاون. خلال المباريات التالية، شارك جوتا كمهاجم رقم 9 للنادي، لكونه يتناسب بشكل أفضل مع النظام التكتيكي لسلوت، إذ كان قادرًا على التراجع إلى الخلف واللعب بأسلوب شبيه بالمهاجم الوهمي، مما جعله ينافس داروين نونيز على المركز الأساسي. في 5 أكتوبر، خاض جوتا مباراته رقم 100 كأساسي مع ليفربول، وسجّل هدف الفوز الوحيد خارج الديار أمام كريستال بالاس. عانى جوتا من تراجع في المستوى والإصابات خلال معظم فترات الموسم، لكنه سجل هدف الفوز أمام إيفرتون في ديربي الميرسيسايد على ملعب أنفيلد في 2 أبريل 2025، ليحافظ على تقدم النادي بفارق 12 نقطة في صدارة جدول الترتيب. في 28 أبريل، تُوّج ليفربول بلقب الدوري الإنجليزي الممتاز، ليكون اللقب الرابع والأخير في مسيرة جوتا مع النادي.

## مسيرته الدولية

### فترة الشباب
بدأ جوتا اللعب مع منتخب البرتغال تحت 19، سجل هدفه الأول في 29 مايو 2015 في فوز 6–1 على أرضه على تركيا تحت 19 في تصفيات أمم أوروبا تحت 19 سنة 2015. فاز بأول مباراة له مع منتخب البرتغال تحت 21 عامًا في 17 نوفمبر من نفس العام بالرغم منه أنه لم يتعدى 19 عامًا، ولعب 15 دقيقة في الفوز 3–0 خارج أرضه في مباراة خلال تصفيات بطولة أوروبا تحت 21 سنة لكرة القدم 2017. في 25 مايو 2018، سجل هدفين مع البرتغال تحت 21 عامًا في فوزهم 3–2 بمباراة ودية مع إيطاليا تحت 21 التي أقيمت في إشتوريل.

### المنتخب الأول
في مارس 2019، تم استدعاء جوتا إلى الفريق الأول ل‍منتخب البرتغال للمرة الأولى، قبل لعب مباريات تصفيات بطولة أمم أوروبا 2020 ضد أوكرانيا و‌صربيا. لا يزال غير مشارك بأي مباراة، ولكنه كان جزءًا من الفريق الذي فاز ب‍نهائيات دوري الأمم الأوروبية 2019 على أرضه في يونيو لكنه لم يشارك في أي دقيقة. في 14 نوفمبر، قام بأول ظهور له مع البرتغال حيث حل كبديل ل‍كريستيانو رونالدو وذلك في الدقيقة 84 في الفوز 6–0 أمام ليتوانيا في تصفيات أمم أوروبا 2020. سجل هدفه الدولي الأول في 5 سبتمبر 2020 في الفوز 4–1 على أرضه على كرواتيا في دوري الأمم الأوروبية.
تم اختيار جوتا في التشكيلة النهائية للبرتغال بطولة أمم أوروبا 2020 والتي تم تأخير بدأها بسبب جائحة فيروس كورونا، وسجل في الهزيمة 4–2 في دور المجموعات أمام ألمانيا.
في 18 أكتوبر 2022، بسبب إصابة جوتا في خلف الساق والتي تعرض لها خلال مباراة بالدوري مع ليفربول ضد مانشستر سيتي في 16 أكتوبر 2022 فتم استبعاد جوتا من تشكيلة البرتغال التي ستلعب في كأس العالم 2022 المقامة ب‍قطر. يوم تعافيه غير معروف، على الرغم من تصريح المدير الفني لليفربول يورغن كلوب بأنه لن يحتاج لعملية جراحية.

## أسلوب اللعب
كان جوتا مهاجمًا متعدد الاستخدامات قادرًا على اللعب في عدة مراكز هجومية؛ حيث لعب مهاجمًا صريحًا، ورأس حربة تقليدي، وجناح، ومهاجم وهمي. وعلى الرغم من أنه يُعد ظاهريًا أيمن القدم، إلا أنه يجيد اللعب بالقدمين. اشتهر جوتا أيضًا بلمسته التهديفية، وسرعته، ومهارته في المراوغة، وحسن تمركزه، وحركته، وتحكمه الدقيق بالكرة، وهي عوامل جعلته فعالًا للغاية في الهجمات المرتدة. علاوة على ذلك، عُرف أيضًا بإسهاماته الدفاعية ومعدّله العالي في الضغط على أرض الملعب.

## حياته الشخصية
جوتا شغوف بألعاب الفيديو، في 6 فبراير 2021، تم تصنيفه رقم 1 عالميًا في قائمة متصدري الأبطال في لعبة فيفا 21. لديه فريق رياضة إلكترونية الخاص به والمعروف باسم "Diogo Jota eSports" ويتم بث مبارياته بانتظام على منصة تويتش. خلال الحظر أثناء جائحة فيروس كورونا شارك في سلسلة من مباريات لعبة فيفا 20 حيث كان لا يزال مع وولفرهامبتون واندررز، والتي كان يديرها الدوري الإنجليزي الممتاز، ووصل إلى نهائي المسابقة وفاز على ترنت ألكساندر-أرنولد الذي كان يمثل نادي ليفربول.
ولدت زوجة جوتا روت كاردوسو طفلًا عام 2021.

## الوفاة
أفادت صحيفة ماركا أن جوتا تُوفي في 3 يوليو 2025 حوالي الساعة 00:40 بالتوقيت المحلي عن عمر يناهز 28 عامًا في حادث سير وقع في بلدية سيرناديا في محافظة سمورة بإسبانيا، وذلك برفقة شقيقه أندريه البالغ من العمر 25 عامًا. وقع الحادث على طريق A-52 السريع باتجاه بينافينتي. وأكدت خدمات الطوارئ في منطقة قشتالة وليون وقوع الحادث. كما أكدت خدمات الطوارئ الإسبانية أن الشقيقين توفيا في موقع الحادث. وذكر الحرس المدني الإسباني أن سيارة جوتا من طراز لامبورغيني أوروس تعرضت لانفجار في الإطار أثناء محاولة تجاوز سيارة أخرى، مما أدى إلى خروجها عن الطريق واحتراقها. وأُفيد أن جوتا خضع لجراحة بسيطة قبل وقت قصير من الحادث المميت، وكان الأطباء قد نصحوه بعدم السفر جوًا. وكان يخطط للعودة إلى تدريبات ليفربول عبر العبّارة من سانتاندير في شمال إسبانيا.
حظيت وفاة جوتا المفاجئة بتغطية إعلامية واسعة على المستوى الدولي، إلى جانب سيل من رسائل النعي من شخصيات بارزة في عالم كرة القدم. أصدر ليفربول النادي الذي كان جوتا يلعب له وقت وفاته، بيانًا أعرب فيه عن «حزن بالغ» لرحيله، في حين أعرب ناديه السابق وولفرهامبتون واندررز، وممثل النادي مات وايلد، عن صدمتهم قائلين: «نشعر جميعًا بصدمة تامة. إنه خبر مدمر للغاية، ليس فقط بسبب وفاة ديوغو، وهو أمر مأساوي بحد ذاته، بل أيضًا لفقدان شقيقه كذلك.» أما يورغن كلوب، الذي وقّع مع جوتا لصالح ليفربول في عام 2020، فقال: «ديوغو لم يكن مجرد لاعب رائع، بل أيضًا صديقًا عظيمًا، وزوجًا وأبًا محبًا ومهتمًا! سنفتقدك كثيرًا!» وعلّق كريستيانو رونالدو، زميل جوتا في يورو 2020 ويورو 2024 ونهائيات دوري الأمم 2025 قائلًا: «لا يمكن استيعاب الأمر. منذ لحظات فقط كنّا معًا في المنتخب، وللتو تزوجت.»

## الإحصائيات

### النادي
| النادي                       | الموسم   | الدوري                  | الدوري | الدوري  | الكأس الوطني | الكأس الوطني | كأس الدوري | كأس الدوري | أوروبا | أوروبا  | المجموع | المجموع |
| النادي                       | الموسم   | الدرجة                  | الظهور | الأهداف | الظهور       | الأهداف      | الظهور     | الأهداف    | الظهور | الأهداف | الظهور  | الأهداف |
| ---------------------------- | -------- | ----------------------- | ------ | ------- | ------------ | ------------ | ---------- | ---------- | ------ | ------- | ------- | ------- |
| باسوج دي فيريرا              | 2014–15  | الدوري البرتغالي        | 10     | 2       | 1            | 1            | 0          | 0          | —      | —       | 11      | 3       |
| باسوج دي فيريرا              | 2015–16  | الدوري البرتغالي        | 31     | 12      | 1            | 0            | 2          | 0          | —      | —       | 34      | 12      |
| باسوج دي فيريرا              | المجموع  | المجموع                 | 41     | 14      | 2            | 1            | 2          | 0          | —      | —       | 45      | 15      |
| أتلتيكو مدريد                | 2016–17  | الدوري الإسباني         | 0      | 0       | —            | —            | —          | —          | —      | —       | 0       | 0       |
| بورتو (إعارة)                | 2016–17 ‏ | الدوري البرتغالي        | 27     | 8       | 1            | 0            | 1          | 0          | 8      | 1       | 37      | 9       |
| وولفرهامبتون واندررز (إعارة) | 2017–18 ‏ | دوري البطولة الإنجليزية | 44     | 17      | 1            | 1            | 1          | 0          | —      | —       | 46      | 18      |
| وولفرهامبتون واندررز         | 2018–19 ‏ | الدوري الإنجليزي        | 33     | 9       | 3            | 1            | 1          | 0          | —      | —       | 37      | 10      |
| وولفرهامبتون واندررز         | 2019–20  | الدوري الإنجليزي        | 34     | 7       | 0            | 0            | 0          | 0          | 14     | 9       | 48      | 16      |
| وولفرهامبتون واندررز         | المجموع  | المجموع                 | 111    | 33      | 4            | 2            | 2          | 0          | 14     | 9       | 131     | 44      |
| ليفربول                      | 2020–21  | الدوري الإنجليزي        | 19     | 9       | 0            | 0            | 2          | 0          | 9      | 4       | 30      | 13      |
| ليفربول                      | 2021–22  | الدوري الإنجليزي        | 35     | 15      | 5            | 2            | 4          | 3          | 11     | 1       | 55      | 21      |
| ليفربول                      | 2022–23  | الدوري الإنجليزي        | 22     | 7       | 0            | 0            | 0          | 0          | 6      | 0       | 28      | 7       |
| ليفربول                      | 2023–24  | الدوري الإنجليزي        | 21     | 10      | 2            | 1            | 4          | 1          | 5      | 3       | 32      | 15      |
| ليفربول                      | 2024–25  | الدوري الإنجليزي        | 26     | 6       | 2            | 1            | 5          | 2          | 4      | 0       | 37      | 9       |
| ليفربول                      | المجموع  | المجموع                 | 123    | 47      | 9            | 4            | 15         | 6          | 35     | 8       | 182     | 65      |
| الإجمالي                     | الإجمالي | الإجمالي                | 302    | 102     | 16           | 7            | 20         | 6          | 57     | 18      | 395     | 133     |

1. ↑  تشمل كأس البرتغال، كأس الاتحاد الإنجليزي
2. ↑  تشمل كأس الدوري البرتغالي، كأس رابطة الأندية الإنجليزية المحترفة
3. 1 2 3 4 5  المباريات في دوري أبطال أوروبا
4. 1 2  المباريات في الدوري الأوروبي

### المنتخب
| المنتخب الوطني | العام   | الظهور | الأهداف |
| -------------- | ------- | ------ | ------- |
| البرتغال       | 2019    | 2      | 0       |
| البرتغال       | 2020    | 8      | 3       |
| البرتغال       | 2021    | 12     | 5       |
| البرتغال       | 2022    | 7      | 2       |
| البرتغال       | 2023    | 7      | 2       |
| البرتغال       | 2024    | 10     | 2       |
| البرتغال       | 2025    | 3      | 0       |
| المجموع        | المجموع | 49     | 14      |

#### الأهداف الدولية
قائمة الأهداف والنتائج مع منتخب البرتغال الأول.
| #  | التاريخ        | المكان                                       | م. | الخصم          | الهدف | النتيجة | المسابقة                       | م.      |
| -- | -------------- | -------------------------------------------- | -- | -------------- | ----- | ------- | ------------------------------ | ------- |
| 1  | 5 سبتمبر 2020  | ملعب التنين، بورتو، البرتغال                 | 3  | كرواتيا        | 2–0   | 4–1     | دوري الأمم الأوروبية 2020–21 أ | [ 128 ] |
| 2  | 14 أكتوبر 2020 | ملعب جوزيه ألفالادي، لشبونة، البرتغال        | 7  | السويد         | 2–0   | 3–0     | دوري الأمم الأوروبية 2020–21 أ | [ 129 ] |
| 3  | 14 أكتوبر 2020 | ملعب جوزيه ألفالادي، لشبونة، البرتغال        | 7  | السويد         | 3–0   | 3–0     | دوري الأمم الأوروبية 2020–21 أ | [ 129 ] |
| 4  | 27 مارس 2021   | ملعب النجم الأحمر، بلغراد، صربيا             | 11 | صربيا          | 1–0   | 2–2     | تصفيات كأس العالم 2022         | [ 130 ] |
| 5  | 27 مارس 2021   | ملعب النجم الأحمر، بلغراد، صربيا             | 11 | صربيا          | 2–0   | 2–2     | تصفيات كأس العالم 2022         | [ 130 ] |
| 6  | 30 مارس 2021   | ملعب جوسي بارتيل، مدينة لوكسمبورغ، لوكسمبورغ | 12 | لوكسمبورغ      | 1–1   | 3–1     | تصفيات كأس العالم 2022         | [ 131 ] |
| 7  | 19 يونيو 2021  | أليانز أرينا، ميونخ، ألمانيا                 | 16 | ألمانيا        | 2–4   | 2–4     | بطولة أمم أوروبا 2020          | [ 132 ] |
| 8  | 7 سبتمبر 2021  | ملعب باكو الأولمبي، باكو، أذربيجان           | 21 | أذربيجان       | 3–0   | 3–0     | تصفيات كأس العالم 2022         | [ 133 ] |
| 9  | 24 مارس 2022   | ملعب التنين، بورتو، البرتغال                 | 23 | تركيا          | 2–0   | 3–1     | تصفيات كأس العالم 2022         | [ 134 ] |
| 10 | 24 سبتمبر 2022 | ملعب سينوبو، براغ، جمهورية التشيك            | 28 | جمهورية التشيك | 4–0   | 4–0     | دوري الأمم الأوروبية 2022–23 أ | [ 135 ] |
| 11 | 11 سبتمبر 2023 | ملعب ألغارفي، ألغارفي، البرتغال              | 33 | لوكسمبورغ      | 5–0   | 9–0     | تصفيات بطولة أمم أوروبا 2024   | [ 136 ] |
| 12 | 11 سبتمبر 2023 | ملعب ألغارفي، ألغارفي، البرتغال              | 33 | لوكسمبورغ      | 7–0   | 9–0     | تصفيات بطولة أمم أوروبا 2024   | [ 136 ] |
| 13 | 4 يونيو 2024   | ملعب جوزيه ألفالادي، لشبونة، البرتغال        | 37 | فنلندا         | 2–0   | 4–2     | مباراة ودية                    | [ 137 ] |
| 14 | 8 يونيو 2024   | الملعب الوطني، أويرس، البرتغال               | 38 | كرواتيا        | 1–1   | 1–2     | مباراة ودية                    | [ 138 ] |

## الإنجازات

### النادي
وولفرهامبتون واندررز

### المنتخب
البرتغال
الفردية
 وولفرهامبتون واندررز
- دوري البطولة الإنجليزية: 2017–18[139]

 ليفربول
- الدوري الإنجليزي الممتاز: الدوري الإنجليزي الممتاز 2024–25[2]
- كأس الاتحاد الإنجليزي: كأس الاتحاد الإنجليزي 2021–22[140]
- كأس رابطة الأندية الإنجليزية المحترفة: كأس رابطة الأندية الإنجليزية المحترفة 2021–22؛[141] الوصيف: كأس رابطة الأندية الإنجليزية المحترفة 2024–25[142]
- دوري أبطال أوروبا الوصيف: دوري أبطال أوروبا 2021–22[143]

 البرتغال
- دوري الأمم الأوروبية: 2018–19،[144] 2024–25[145]

الفردية
- لاعب الشهر في الدوري الإنجليزي الممتاز: يناير 2024[2]
- لاعب الشهر في ليفربول: أكتوبر 2020، نوفمبر 2020
- أفضل لاعب ناشئ في الشهر في اتحاد الصحفيين الرياضيين السوريين: أكتوبر/ نوفمبر 2015[146]
- هدف الشهر في الدوري البرتغالي الممتاز: 2015–16[147]
- تشكيلة النجوم الواعدة في دوري أبطال أوروبا: 2020[148]

## وصلات خارجية
- ديوغو جوتا على موقع الاتحاد الدولي (مؤرشف)  (الإنجليزية)
- ديوغو جوتا على موقع الاتحاد الأوربي (الإنجليزية)
- ديوغو جوتا على موقع إي إس بي إن إف سي (الإنجليزية)
- ديوغو جوتا على موقع قاعدة بيانات كرة القدم.إي يو (الإنجليزية)
- ديوغو جوتا على موقع ليكيب (الفرنسية)
- ديوغو جوتا على موقع ناشيونال فوتبول تيمز (الإنجليزية)
- ديوغو جوتا على موقع Soccerbase.com (لاعب) (الإنجليزية)
- ديوغو جوتا على موقع Soccerway.com (الإنجليزية)
- ديوغو جوتا على موقع عالم كرة القدم.نت (الإنجليزية)
- ديوغو جوتا على موقع AS.com (الإسبانية)